# Clayton (Georgie)
Clayton je město v Rabun County, v Georgii, ve Spojených státech amerických. V roce 2011 žilo ve městě 2042 obyvatel.

## Demografie
Podle sčítání lidí v roce 2000 žilo ve městě 2019 obyvatel, 816 domácností a 497 rodin. V roce 2011 žilo ve městě 993 mužů (48,7%), a 1049 žen (51,3%). Průměrný věk obyvatele je 36 let.